# Rod Brown
Lelton Gerard "Rod" Brown (Dallas, Texas; 9 de septiembre de 1978) es un exjugador de baloncesto profesional de origen estadounidense y pasaporte británico.
Con sus 186 centímetros de altura juega en la posición de base. Se formó como jugador en la universidad norteamericana de Western Michigan desde la que tras graduarse en el año 2000 dio el salto a Europa para fichar por los London Leopards de la liga de baloncesto de Gran Bretaña (BBL). Tras tres temporadas en este conjunto en la temporada 2003-04 ficha por los London Towers también de la BBL.
En la temporada 2005-06 ficha por el Drac Inca de la liga LEB española donde cuaja una gran actuación con unos promedios de 11,7 puntos, 3,5 rebotes y 4,4 asistencias, lo que le llevó a fichar por el Vive Menorca a la temporada siguiente con el que llega a jugar 18 partidos en la máxima categoría del baloncesto español.
La temporada 2007-08 juega en las filas del Bruesa GBC de LEB Oro, con el que logra el ascenso a la liga ACB demostrando ser uno de los jugadores más destacados de la competición. Un año más tarde ficha por el Cáceres 2016 también de LEB Oro.
En la temporada 2009-10 decide marcharse a Italia para enrolarse en las filas del Snaidero Udine de la LEGA Due, segunda competición en importancia del baloncesto transalpino.
En la temporada 2010-11 regresa en el mercado de invierno a la LEB Oro para sustituir a Michael Mokongo en las filas del Club Ourense Baloncesto.

## Trayectoria deportiva
- High School. Pratt (Dallas, Texas).  Estados Unidos
- 1998-00 NCAA. Western Michigan.  Estados Unidos
- 2000-03 BBL. London Leopards.  Reino Unido
- 2003 BBL. Chester Jets.  Reino Unido
- 2003-05 BBL. London Towers.  Reino Unido
- 2005-06 LEB. Drac Inca.  España
- 2006-07 ACB. Vive Menorca.  España
- 2007 A1 Ethniki. Olympia Larissa BC.  Grecia
- 2007-08 A1 Ethniki. AE Apollon Patras.  Grecia
- 2008 LEB Oro. Bruesa GBC.  España
- 2008-09 LEB Oro. Cáceres 2016.  España
- 2009-10 LEGA Due. Snaidero Udine.  Italia
- 2009-10 Division I. Michelin Etha Engomis Nicosia.  Chipre
- 2010-11 LEB Oro. Club Ourense Baloncesto.  España
- 2011-12 Liga Nacional de Baloncesto de Suiza. Lugano Tigers.  Suiza
- 2012-13 BBL. UCP Marjon Plymouth Raiders.  Reino Unido
- 2013-15 BBL. Marshall Milton Keynes Lions.  Reino Unido